# دیوید پریتو
دیوید پریتو (انگلیسی: David Prieto؛ زادهٔ ۲ ژانویهٔ ۱۹۸۳) یک بازیکن فوتبال اهل اسپانیا است.
از باشگاه‌هایی که در آن بازی کرده‌است می‌توان به تنریف، باشگاه فوتبال سویا، کوردوبا، خرز، و رئال مورسیا اشاره کرد.